# Jorge Luis Lona
Jorge Luis Lona (Buenos Aires, 23 de novembro de 1935 - Mendoza, 19 de agosto de 2022) foi um clérigo argentino e bispo católico romano de San Luis.) 
Depois de completar sua formação teológica, Jorge Luis Lona foi ordenado sacerdote pela Arquidiocese de San Juan de Cuyo em 20 de dezembro de 1979.
O Papa João Paulo II o nomeou Bispo Coadjutor de San Luis em 20 de novembro de 2000. O núncio apostólico na Argentina, arcebispo Santos Abril y Castelló, o consagrou em 20 de dezembro do mesmo ano; Os co-consagradores foram Juan Rodolfo Laise OFMCap, Bispo de San Luis, Alfonso Delgado Evers, Arcebispo de San Juan de Cuyo, e Ítalo Severino Di Stéfano, Arcebispo Sênior de San Juan de Cuyo.
Após a aposentadoria de Juan Rodolfo Laises OFMCap, ele o sucedeu em 6 de junho de 2001 como Bispo de San Luis.
Em 22 de fevereiro de 2011, o Papa Bento XVI aceitou seu pedido de demissão por motivos de idade. Jorge Luis Lona morreu em 19 de agosto de 2022 aos 86 anos no Hospital Español em Mendoza.